# Carebara pseudolusciosa
Carebara pseudolusciosa (лат.) — вид очень мелких муравьёв рода Carebara из подсемейства Myrmicinae (Formicidae). Китай.

## Описание
Мелкие муравьи желтовато-коричневого цвета. От близких видов (например, от Carebara reticapita) отличается следующими признаками: голова прямоугольная, гладкая, длина явно больше её ширины, дорзум груди немного выпуклый, промезонотум выпуклый и выше, чем проподеум. Сложные глаза солдат из 1—3 фасеток, оцеллии отсутствуют. Затылочные углы головы без выступов-рогов. Длина тела 1—2 мм. Проподеум угловатый (сзади выступает под углом около 90°). Усики солдат и рабочих 9-члениковые с 2-члениковой булавой. Скапус короткий. Нижнечелюстные щупики состоят из 2 члеников, нижнегубные из 2. Имеют диморфичную касту рабочих с мелкими рабочими и крупными солдатами. Стебелёк между грудкой и брюшком состоит из двух члеников: петиолюса и постпетиолюса (последний четко отделен от брюшка), жало развито, куколки голые (без кокона).

## Систематика
Вид был описан в 1995 году по материалам из Китая китайскими мирмекологами Jian Wu и Changlu Wang, под первоначальным названием Oligomyrmex pseudolusciosus Wu, J. & Wang, C., 1995. Валидный статус подтверждён в 2003 году в ходе ревизии местной мирмекофауны китайским энтомологом профессором Ж. Сю (Zhenghui Xu). Относят к трибе Solenopsidini.